# Benthe König
Benthe König (Velp, 7 april 1998) is een Nederlands atlete. Zij is gespecialiseerd in het kogelstoten. König is lid van atletiekvereniging Ciko '66.

## Biografie
König was voor het eerst internationaal actief in 2013 op het eindtoernooi European Youth Olympic Festival (EYOF) in Utrecht. Hier won ze de bronzen medaille door met een kogel van 3 kg een afstand van 15,23 m te werpen. 
In 2017 behaalde König de negende plaats op de Europese kampioenschappen U20 in Grosseto en in 2019 werd zij zesde op de EK U23 in Gävle met een afstand van 16,37 m. In laatstgenoemde wedstrijd maakte König gebruikte van een nieuwe techniek.
Op de wereldkampioenschappen van 2022 in Eugene en de EK van 2022 in München behaalde ze met afstanden van respectievelijk 17,51 en 17,27 m niet de finale. Op de EK indoor van 2023 in Istanbul en de EK van 2024 in Rome wist ze met afstanden van respectievelijk 17,23 m en 17,02 m evenmin de finale te halen. Deelname aan de Olympische Spelen van 2024 liep König mis door niet de limiet van 18,50 m te werpen.

## Privé
König heeft drie zussen die ook atletiek beoefenden. Ze begon als meerkampster, maar op haar zestiende besloot ze definitief om zich te gaan focussen op het kogelstoten.

## Persoonlijk record
| Onderdeel   | Prestatie   | Datum           | Plaats     |
| ----------- | ----------- | --------------- | ---------- |
| kogelstoten | 18,21 m (i) | 22 januari 2022 | Manchester |

## Palmares

### kogelstoten
- 2016:  NK indoor – 15,06 m
- 2016:  NK – 15,17 m
- 2017:  NK indoor – 15,74 m
- 2017: 5e NK – 15,39 m
- 2018: 6e NK indoor – 14,71  m
- 2018: 4e NK – 15,48 m
- 2019:  NK indoor – 16,57 m
- 2019: 4e NK – 15,76 m
- 2020:  NK indoor – 16,75 m
- 2021:  NK indoor – 16,98 m
- 2021:  NK – 17,74 m
- 2022:  NK indoor – 17,28 m
- 2022:  NK – 17,81 m
- 2022: 11e in kwal. WK – 17,51 m
- 2022: 7e in kwal. EK – 17,27 m
- 2023:  NK indoor – 17,69 m
- 2023: 11e in kwal. EK indoor – 17,23 m
- 2023: 4e NK – 17,17 m
- 2024:  NK indoor – 17,40 m
- 2024: 6e in kwal. EK – 17,02 m
- 2024:  NK – 17,59 m

### discuswerpen
- 2017:  NK – 46,28 m